# Gembartówka
Gembartówka – kolonia w Polsce, położona w województwie łódzkim, w powiecie radomszczańskim, w gminie Kodrąb.
| SIMC    | Nazwa    | Rodzaj  |
| ------- | -------- | ------- |
| 0543380 | Barwinek | kolonia |

W latach 1975–1998 kolonia administracyjnie należała do województwa piotrkowskiego.